# Атентат на Раџива Гандија
Атентат на Раџива Гандија, бившег премијера Индије, је изведен у виду самоубилачког бомбашког напада у Шриперумбудуру у држави Тамил Наду у Индији 21. маја 1991. Најмање 14 особа поред Раџива Гандија је убијено. Напад је извела Калаивани Раџаратнам (позната по алијасима Тхенможи Раџаратнам и Дану), припадница Сри Ланканске тамилске сепаратистичке организације Тамилски тигрови заједно са Џагџитом Сингом Чохоаном из Националног савета Калистана и Гурџантом Сингом Будхсингхвалом из Калистанских ослободилачких снага. У то време, Индија је управо окончала своје учешће у грађанском рату у Сри Ланки кроз Индијске мировне снаге. Накнадне оптужбе о завери су биле предмет истраживања две комисије, и обориле су најмање једну националну владу, владу Индера Кумара Гуџрала.